# Peter Noble
Peter Noble (Sunderland, 1944. augusztus 19. – 2017. május 6.) angol labdarúgó, csatár.

## Pályafutása
1960-ban a Consett csapatában kezdte a labdarúgást. 1964 és 1968 között a Newcastle United, 1968 és 1973 között a Swindon Town, 1973 és 1980 között a Burnley, illetve 1980 és 1983 között a Blackpool labdarúgója volt. Az 1970–71-es idényben a Swindon Town együttesénél a szezon játékosának választották.

## Sikerei, díjai
- Swindon Town – a szezon játékosa (1970–71)